# لا لوویر
شهر للوویر (به فرانسوی: La Louvière) در شهرستان سوئنیه در استان انو در منطقه فدرال والوون در کشور بلژیک واقع شده‌است.